# Vibidia
Genre
Vibidia est un genre d'insectes coléoptères de la famille des Coccinellidae, de la sous-famille des Coccinellinae.

## Liste des espèces
Selon BioLib (19 mai 2024) :
- Vibidia duodecimguttata (Poda, 1761) - seule espèce présente en Europe
- Vibidia fukudai Kitano, 2019
- Vibidia huiliensis Pang & Mao, 1979
- Vibidia korschefskii (Mader, 1930)
- Vibidia luliangensis Cao & Xiao, 1984
- Vibidia marshalli Sicard, 1912
- Vibidia nagayamai Araki, 1961
- Vibidia saitoi Kitano, 2019
- Vibidia xichangiensis Pang & Mao, 1979
- Vibidia zhongdianensis Jing, 1992